# Білявський Ілля Григорович
Ілля Григорович Білявський (1 лютого 1927, Київ —2 лютого 2004, Ростов-на-Дону) — український психолог, засновник історичної психології, доктор психологічних наук, професор.  

## Біографія
Ілля Григорович Білявський народився 1 лютого 1927 року в Києві. Його батько, Григорій Білявський, був з дворянської родини польського походження. Він боявся утисків з боку влади і, тому був змушений приховувати свою національність. Батько увійшов у творчу родину дружини, Іди Зарецької, прийняв її звичаї, побут та традиції. У родині матері збиралися відомі в Києві музиканти, артисти, співаки, художники. 
Освіта Іллі Білявського почалася з відвідин Фребелівської групи, яку змінив дитячий садок працівників мистецтв. Згодом він навчався в середній школі № 79 м. Києва, яку відвідували діти членів уряду. Він добре оволодівав матеріалом з усіх предметів, проте, до початку війни встиг закінчити лише сім класів. 
Коли розпочалася Велика Вітчизняна війна батько І. Г. Білявського пішов на фронт і брав участь в обороні Києва. Сам Ілля був евакуйований з матір’ю та родичами з майже оточеного міста. В евакуації родина мешкала на Уралі, в районі золотих копалень, де Ілля працював коногоном у старательській артілі, щоб отримати купон на їжу. Потім родина переїхала до Ашхабаду, де І. Г. Білявський працював у майстерні з випуску політичних плакатів «Вікна ТАРС». Навчався у фабрично-заводському училищі, після закінчення якого працював у паровозному депо й одночасно навчався у вечірній школі, з відзнакою закінчив 9-й клас.
У 1943 році батько І. Г. Білявського загинув під Лубнами в боротьбі за звільнення Києва. Відразу після звільнення рідного міста родина повернулася на батьківщину, але оселитися в рідному домі не вдалося, в ньому мешкали інші люди. За віком Ілля не підлягав мобілізації, але він звернувся до військкомату з проханням відправити його на фронт. За рішенням військової влади він був направлений в артилерійське училище, і одразу ж після його закінчення екстерном, устиг взяти участь у бойових діях. Згодом його комісували через зір.
Повернувшись до Києва, І. Г. Білявський вступив на підготовче відділення, яке було відкрите для фронтовиків при будівельному інституті. Потім продовжив навчання у педагогічному інституті ім. М. Горького (нині Національний педагогічний університет імені М. П. Драгоманова) на педагогічному факультеті, на якому в той час готували керівних працівників народної освіти, викладачів педагогіки та психології для педучилищ. Слухав лекції Г. С. Костюка, П. Р. Чамати, О. М. Раєвського, Є. О. Мілеряна, Л. К. Балацької, які назавжди залучили його до психологічної науки. Під впливом Г. С. Костюка формувався його інтерес до дослідження проблем людської духовності, відбувалося його становлення як ученого-психолога.
У 1950 році І. Г. Білявський закінчив інститут з відзнакою та з рекомендацією до аспірантури, однак був направлений до Конотопського учительського інституту викладачем психології, де він працював до 1952 року. Реорганізація вищої школи призвела до розформування вчительських інститутів. І. Г. Білявського перевели до Житомирського педагогічного інституту ім. І. Я. Франка, де він продовжив викладати психологію. Тут була надрукована його перша наукова праця, присвячена психологічним поглядам Івана Франка. 
З 1957 по 1959 роки І. Г. Білявський працював у Міністерстві культури України. Однак робота його не задовольняла, і він переїхав до сибірського міста Горно-Алтайськ, де продовжив викладати психологію у педагогічному інституті (сучасний Горно-Алтайський державний університет). Там він написав кандидатську дисертацію рос. «Эстетическое восприятие живописи старшими школьниками», яку в 1964 році успішно захистив у Московському педагогічному інституті ім. В. І. Леніна. Дисертацію було рекомендовано до друку. В Алтайському краю Ілля Григорович прожив 8 років. 
В 1967 році, пройшовши за конкурсом на вакантне місце викладача психології у Ростовський університет, І. Г. Білявський переїхав до Ростова-на-Дону. Там він організував першу в історії університету кафедру загальної та соціальної психології і психологічне відділення при філософському факультеті. Поєднуючи педагогічну діяльність з науковою, він розробив методологічні принципи нового для радянської психології напряму — історичної психології. 
У 1978 році І. Г. Білявський переїхав до Польщі, де викладав психологію в університетах міста Катовиці та Яґеллонському університеті Кракова. Він був єдиним з радянських фахівців, хто викладав польською мовою. У 1982 році повернувся до Ростова-на-Дону.
У 1985 році в Інституті психології ім. Д. М. Узнадзе в Тбілісі І. Г. Білявський захистив докторську дисертацію «Теоретико-методологические основы психолого-исторических исследований». Опонентами на захисті були О. О. Бодальов, В. В. Давидов, О. І. Табідзе. 
У 1985 році він переїхав до Одеси, спочатку працюючи на посаді професора кафедри психології Одеського державного університету (нині — Одеський національний університет імені Іллі Мечникова), а згодом завідувачем кафедри. Там І. Г. Білявський продовжив розробку основ історичної психології, написав і підготував до видання низку фундаментальних монографій і навчальних посібників з цього напряму психології, започаткував традицію викладання історичної психології як навчальної дисципліни. Ним були організовані і проведені ряд наукових конференцій. Завдяки його науковій та організаторській діяльності в Одесі було створено наукову школу історичної психології, яка плідно розвивається його учнями О. В. Яремчук, Н. В. Артюхіною та іншими. 
За ініціативою та активною участю Іллі Григоровича при механіко-математичному факультеті університету в 1992 році було відкрито психологічне відділення і була створена кафедра загальної та соціальної психології, а у 2000 р. вперше в Україні була відкрита спеціалізація для студентів-математиків «Комп’ютерне моделювання та обробка зображень і графічної інформації», де поєднувалося викладання психології та комп’ютерних технологій. 
У 1998 року він став академіком Міжнародної академії психологічних наук (Санкт-Петербурзьке відділення). 
Ілля Григорович Білявський помер 2 лютого 2004 року. Його поховано в м. Ростові-на-Дону.

## Наукова спадщина
Лейтмотивом творчості І. Г. Білявського були дослідження у царині історичної психології, метою яких є реконструкція психічної постави людей та поколінь, що пішли в історію, і на цій основі вивчення шляхів та особливостей психічного розвитку людства. Ним були продовжені традиції, започатковані в роботах Л. С. Виготського, С. Л. Рубінштейна, А. Р. Лурії, Б. Ф. Поршнєва, В. А. Роменця та інших. 
Ідея систематичної реконструкції психічних процесів особистості в історії, що дозволила поглянути на психологічну поставу поколінь минулого, була озвучена у написаній спільно з В. О. Шкуратовим монографії «Проблеми історичної психології» (1982), а згодом і в монографії «Історична психологія» (1991), що стала передвісником його наукової школи.
Глибокі та плідні зв’язки психології і культури, новітні відкриття в гуманітаристиці, а також артефакти, що не належать до психологічних у традиційному розумінні, відкриваються у трилогії вченого «Исповедь пасынка века» (1997), «Одесские, отнюдь не Тэвистокские лекции» (2000), «Контраверсивная психология» (2003). Ці ідеї підтверджуються у його ексклюзивному за своєю проблематикою виданні «Мистические учения в новейшей истории психологической науки» (2002), що ввело в аналітичне поле історії психології тематики міфології та містицизму ХХ століття.
Завершальним акордом його творчого шляху стали «Лекции по исторической психологии» (2004), у яких він прозорливо передбачав збільшення вагомості гуманітарної складової психологічної науки.
І. Г. Білявський писав: «Поведінку людини можна досліджувати за допомогою класифікацій, не утруднюючи себе пошуком сенсу. На жаль, за цим напрямком рухається вся психологія після В. Вундта», являючи собою хибний шлях. «Сьогодні прийшов кінець психології у тому вигляді, в якому вона існує. Це зовсім не означає, що вона припинить свій шлях, що тривав близько півтори сотні років, одразу. Скоріше він буде істотно модифікований». У зв’язку з цим, І. Г. Білявський зауважує, що «історія науки — це історія людської спільноти, отже, сукупний результат її задумів та емоційних стосунків, надій і розчарувань, періодів мирного існування та нещадної боротьби, словом, усього того, що становить психологічну історію людства».
У своїй творчості І. Г. Білявський не раз приділяв увагу особистості та ідеям Сократа. Його темперамент як людини і вченого був близький до сократівського. В інтерпретації долі Сократа І. Г. Білявський підкреслює, що «головним аргументом відмови від втечі з тюрми для Сократа була неможливість зради учнів, котрі повірили йому, і, можливо, провидницький погляд у майбутнє. Зрештою, він був оптимістом. Саме факт смерті Сократа починає ретроспективний відлік його психологічних ідей. Філософії це не під силу».
Коло наукових інтересів І. Г. Білявського було надзвичайно широким. Серед міждисциплінарних проблем, які він вивчав першочергово, були ті, які стосувалися психології особистості в культурно-історичному просторі. Особистість цікавила вченого в усіх її сутнісних проявах — в особливостях розумової діяльності, сприйнятті, у тому числі й естетичного, в розвитковому функціонуванні емоційної і вольової сфері, звичайно ж, у психології вчинку як квінтесенції головної науки про людину.
На думку І. Г. Білявського, головним об’єктом дослідження психолога може і має бути «внутрішній світ людини, що творить історію і культуру в своїх вчинках». На його переконання, це можуть бути вчинки-думки. Вчений формулює гіпотезу про достеменно спрямовану інтуїцію, яка, зрештою, і визначає шляхи людського пізнання. «Психіка — це результат і конденсат культури, а психологія у такому разі постає як філософсько-психологічна культурологія». Безумовно, поряд з практичною значущістю такого розуміння психології, дослідження проблем історичної психології має ґрунтовне теоретичне значення.
І. Г. Білявський написав більше 150 друкованих праць, 6 монографій, низку навчальних посібників. 

## Основні наукові праці
- Белявский И. Г. Основы психологии личности. — Ростов-на-Дону: Изд-во Рост. ун-та, 1974. — 101 с.
- Белявский И. Г., Шкуратов В. А. Проблемы исторической психологии. — Ростов-на-Дону: Изд-во Рост. ун-та, 1982. — 223 с.
- Белявский И. Г. Теоретико-методологические основы психолого-исторических исследований: автореф. дисс... д-ра психол. наук: 19.00.01. — Ростов-на-Дону, 1985. — 28 с.
- Белявский И. Г. Развитие психолого-исторических представлений. — К.: УМК ВО при Минвузе УССР, 1988. — 72 с.
- Белявский И. Г. Историческая психология. — Одесса: Одесский государственный ун-т, 1991. — 250 с.
- Белявский И. Г. Исповедь пасынка века и немного исторической психологии : Монография. — Одесса: ОКФА, 1997. — 472 с. ISBN 966-571-032-X
- Белявский И. Г. Одесские, отнюдь не Тэвистокские лекции : Учебное пособие. — Одесса: Астропринт, 2000. — 412 с. ISBN 966-549-320-5
- Білявський І. Г. Соціальна перцепція : Навчальний посібник до спецкурсу. — Одеса: Астропринт, 2000. — 116 с. ISBN 966-549-317-5
- Белявский И. Г. Мистические учения в новейшей истории психологической науки: Монография. — Одесса: Астропринт, 2002. — 424 с. ISBN 966-549-730-8
- Белявский И. Г. Контраверсивная психология. — Одесса: Виктория, 2003. — 302 с.
- Белявский И. Г. Лекции по исторической психологии. — Одесса: Астропринт, 2004. — 448 с. ISBN 966-318-084-6